# مونته بونو، سورانو
مونته بونو (به ایتالیایی: Montebuono) یک منطقهٔ مسکونی در ایتالیا است که در سرانو واقع شده‌است. مونته بونو ۲۸ نفر جمعیت دارد و ۵۱۹ متر بالاتر از سطح دریا واقع شده‌است.